# 黑枕燕鸥
黑枕燕鸥（学名：Sterna sumatrana）又名黑枕燕鷗，为鸥科燕鸥属的鸟类。是一種海洋性燕鷗，主要分佈於太平洋和印度洋的熱帶和亞熱帶地區，很少見於內陸地區。该物种的模式产地在蘇門答臘島。

## 描述
這種燕鷗長約30厘米，翼長21-23厘米。牠們的喙和腿是黑色的，但喙尖是黃色的。蒼燕鷗有長而分叉的尾羽。它們的臉和胸部是白色的，背部和翅膀呈灰白色。其最初的幾根初級飛羽是灰色的。

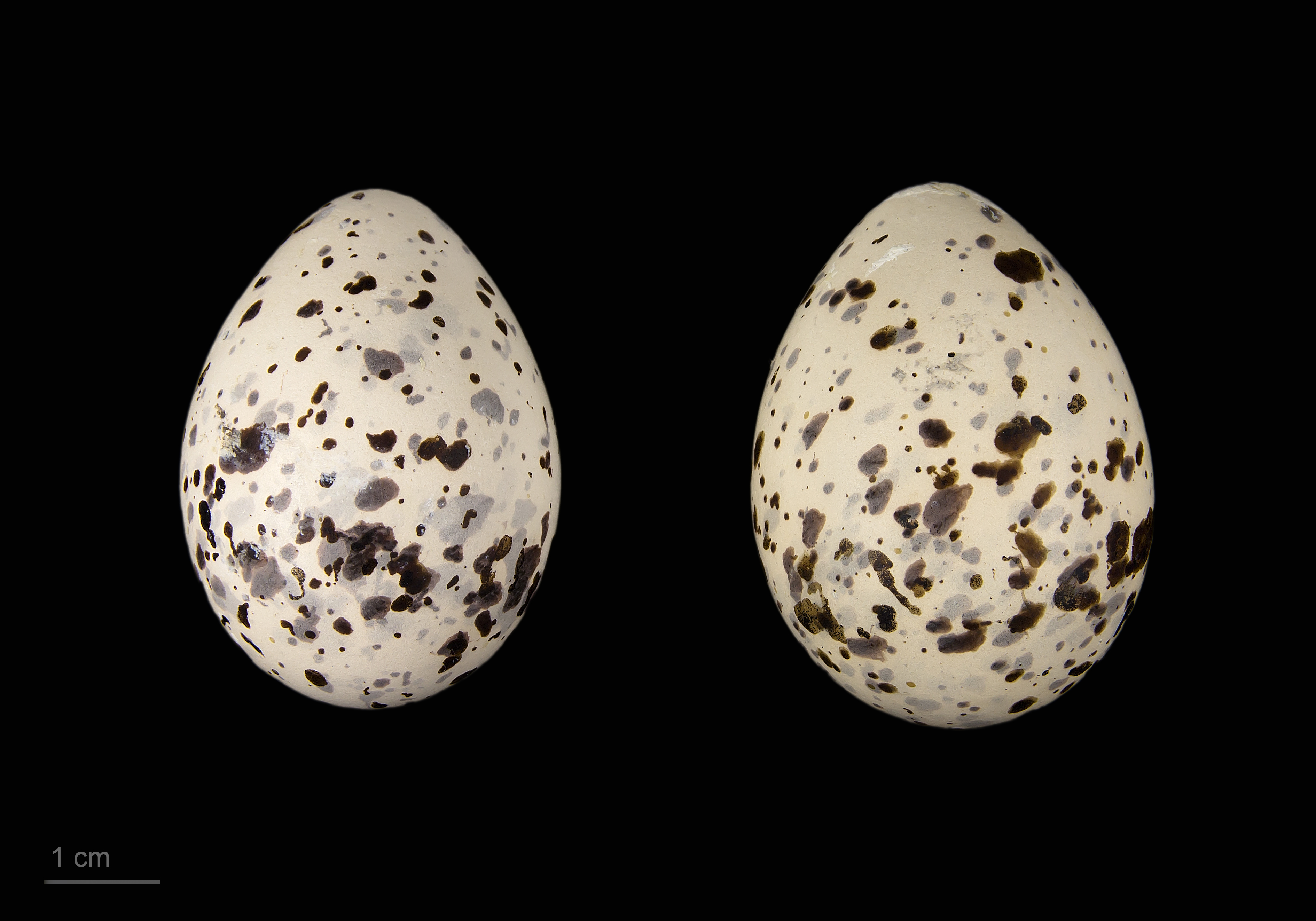
Sterna sumatrana - 土魯斯博物館

## 亚种
有兩個已列出的亞種：
- S. s. mathewsi （Stresemann, 1914） – 印度洋西部的島嶼
- 黑枕燕鸥指名亚种 S. s. sumatrana （Raffles, 1822） – 從印度洋東部島嶼到太平洋西部和澳大拉西亞。在中国大陆，分布于河北、山东、浙江、福建、广东、海南等地。该物种的模式产地在苏门答腊。[2]